# Keeping Up Appearances
Keeping Up Appearances é um sitcom britânico estrelando Patricia Routledge como a excêntrica e esnobe Hyacinth Bucket (pronounciado bouquet por ela mesmo, mas pronunciado bucket por todo mundo). Criado e escrito por Roy Clarke, o seriado foi ao ar de 1990 a 1995 pela BBC1 — totalizando cinco séries e 44 episódios — quatro dois quais são especiais de Natal.
Em 2004, o show ficou em 12º lugar na votação de Britain's Best Sitcom, que tinha como objetivo, como o próprio nome já diz, eleger os melhores seriados ingleses. A votação foi ao ar pela BBC 2.
O seriado é regularmente reprisado pela 'BBC 1' e também pela 'G.O.L.D'. Todas as cinco séries — incluindo os especiais de Natal — estão disponíveis em DVD. Keeping Up Appearances foi exibido em muitos países por todo o mundo.

## Episódios
Keeping Up Appearances trouxe cinco temporadas, quatro especiais de Natal (e também um episódio especial filmado especialmente para o Children in Need), de 29 de outubro de 1990 a 25 de dezembro de 1995. A série terminou após o episódio "The Pageant" (em tradução livre: "O Concurso") pois a atriz Patricia Routledge queria focar em outros trabalhos. Clive Swift, que interpretou Richard, afirmou em uma entrevista à BBC que Routledge "não queria ser lembrada simplesmente como a Senhora Bucket".

## Elenco
- Patricia Routledge — Hyacinth Bucket
- Clive Swift — Richard Bucket
- Geoffrey Hughes — Onslow
- Josephine Tewson — Elizabeth Warden
- Judy Cornwell — Daisy
- Shirley Stelfox — Rose Walton (1ª temporada)
- Mary Millar — Rose Walton (2ª-5ª temporada)
- David Griffin — Emmet Hawksworth (2ª-5ª temporada)
- George Webb — "Papai"
- Anna Dawson — Violet (5ª temporada)
- John Evitts — Bruce (5ª temporada)
- Jeremy Gittins — Michael, o Vigário
- Marion Barron — Mulher do Vigário
- Peter Cellier — O Major (1ª-2ª temporada)
- Charmian May - Conselheira Nugent (1ª-3ª temporada)
- David Janson — Michael, o carteiro
- Robert Rawles — O leiteiro

## Produção

### Locação

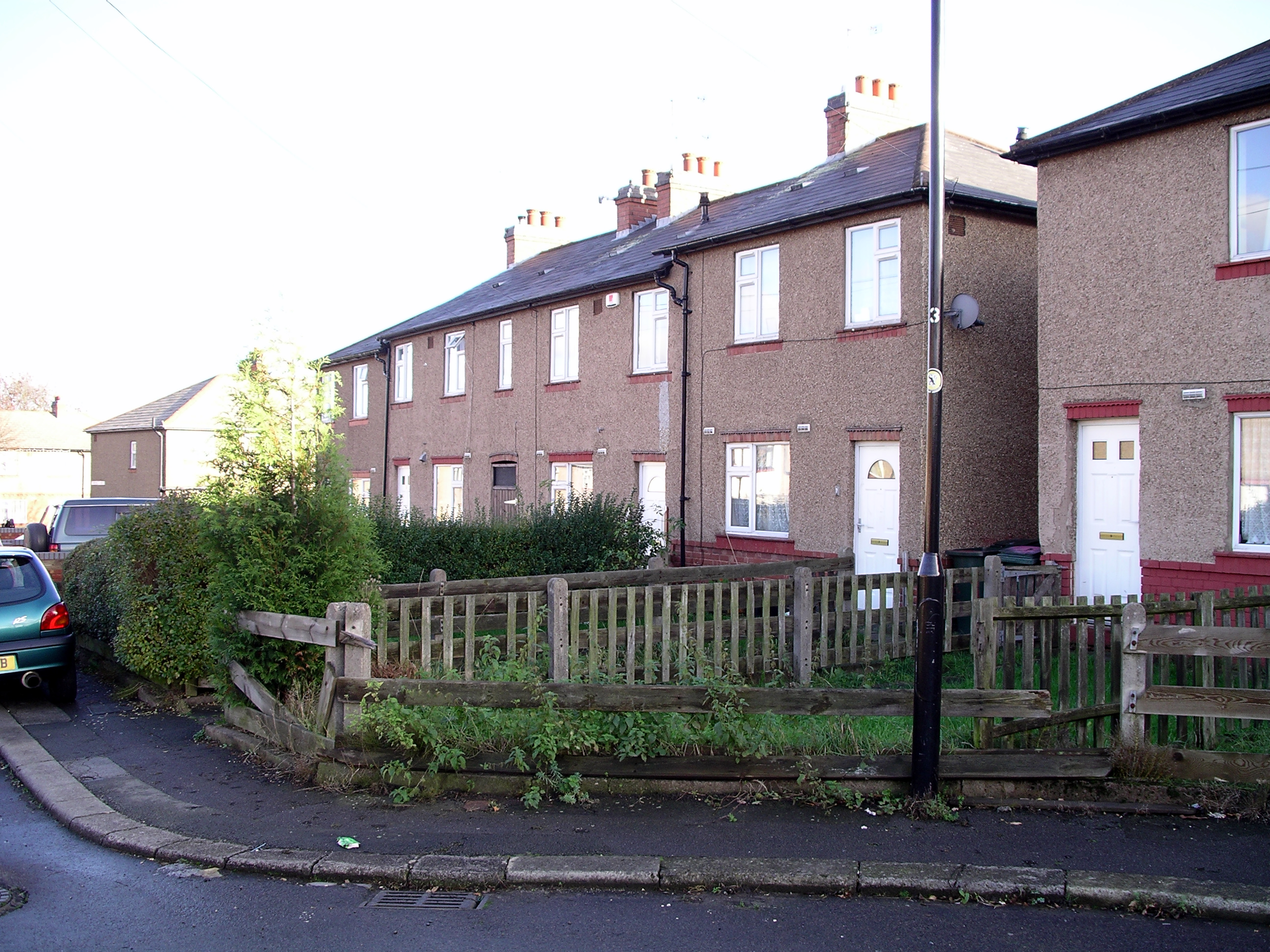
A council house em "Stoke Aldermoor" ocupada por Daisy e Onslow.

As filmagens externas feitas ao redor da casa de Hyacinth foram gravadas em Binley Woods, Warwickshire, uma vila ao leste de Coventry. Outras filmagens externas, geralmente nas ruas e na cidade, foram gravadas em Leamington Spa e em várias outras cidades próximas, como por exemplo Warwickshire. Outras cenas foram filmadas em Northampton, Swindon, Oxford e Bristol.

## Transmissões
1-5 Temporada
| Temporada | Estréia               | Última Série          | Episódios                                                 |
| --------- | --------------------- | --------------------- | --------------------------------------------------------- |
| 1         | 29 de outubro de 1990 | 3 de dezembro de 1990 | 6                                                         |
| 2         | 1 de setembro de 1991 | 3 de novembro de 1991 | 10 + 1 especial (25 de Dez. de 1991)                      |
| 3         | 6 de setembro de 1992 | 18 de outubro de 1992 | 7                                                         |
| 4         | 5 de setembro de 1993 | 17 de outubro de 1993 | 7 + 2 especiais (26 de Dez. de 1993 & 25 de Dez. de 1994) |
| 5         | 3 de setembro de 1995 | 5 de novembro de 1995 | 10 + 1 especial (25 de Dez. de 1995)                      |

## Teatro
Em 2010, a série foi adaptada em uma peça teatral que viajou por todo o Reino Unido. O elenco incluia:
- Rachel Bell -  Hyacinth
- Gareth Hale - Onslow
- David Janson - Sr Edward Milton (um novo personagem criado especialmente para o teatro, sendo que Janson havia previamente aparecido na série, fazendo o papel de Michael, o leiteiro).
- Steven Pinder - Emmet
- Kim Hartman - Elizabeth
- Debbie Arnold - Rose